# Stankovce
Stankovce (em húngaro: Sztankóc; rusyn: Станковцы) é um município da Eslováquia, situado no distrito de Trebišov, na região de Košice. Tem 4,41 km² de área e sua população em 2018 foi estimada em 176 habitantes.

## Demografia
| Ano:        | 1994 | 2004   | 2014    | 2024    |
| ----------- | ---- | ------ | ------- | ------- |
| Broj ljudi: | 177  | 189    | 164     | 136     |
| Razlika:    |      | +6,77% | -13,22% | -17,07% |

| Ano:               | 2023 | 2024   |
| ------------------ | ---- | ------ |
| Número de pessoas: | 138  | 136    |
| Diferença:         |      | -1,44% |